# Dutty Boukman
Dutty Boukman foi um hungã (sacerdote do vodu haitiano) que conduziu a cerimônia considerada catalisadora da revolta de escravos que marcou o começo da Revolução Haitiana.

## Biografia
Boukman nasceu na Jamaica; posteriormente, foi vendido por seu senhor britânico para um dono de plantação francês, que colocou Boukman para trabalhar como commandeur (diretor de escravos) e, mais tarde, como cocheiro. Seu nome francês deriva de seu apelido inglês, Book Man (homem do livro, em português), que alguns autores interpretam como um sinal de que ele era muçulmano (uma vez que, na África, muçulmanos são constantemente referenciados como "homens do livro") enquanto outros julgam indicar que significa que Boukman era alfabetizado.

## Cerimônia no Bois Caïman
Em 14 de agosto de 1791, Boukman liderou, no papel de hungã junto com outros sacerdotes africanos, uma cerimônia no Bois Caïman e profetizou que os escravos Jean François, Biassou e Jeannot seriam líderes de uma revolta de escravos que iria libertar os escravos de Saint-Domingue. Um porco, que simbolizava o poder espiritual selvagem e livre  da floresta e dos anceistrais, foi sacrificado, um juramento foi feito e Boukman e os demais sacerdotes exortaram os ouvintes a vingarem-se de seus opressores e "pôr de lado a imagem do deus dos brancos."  De acordo com a Enciclopédia de Religião Africana, "sangue de animais, e alguns dizem, de humanos também, foi dado em uma bebida aos participantes para selar seus destinos em lealdade à causa da libertação de Saint-Domingue.  Uma semana depois, mil e oitocentas plantações foram destruídas e mil senhores de escravos mortos.
Boukman não foi o primeiro a tentar um levante dos escravos em Saint-Domingue. Ele foi precedido por outros, como Padrejean em 1676, e François Mackandal em 1757. Entretanto, seu grande tamanho, sua aparência de guerreiro e o temperamento assustador o fizeram um líder efetivo, que ajudou a iniciar a Revolução Haitiana. Esta cerimônia tem um importante papel na identidade nacional haitiana.

## Morte e legado
Boukman foi morto pelos franceses em novembro, apenas alguns meses após o início do levante. Os franceses expuseram a cabeça de Boukman em uma tentativa de dispersar a aura de invencibilidade que Boukman cultivou.
Os haitianos honraram Boukman admitindo-o no panteão dos loás, espíritos do Vodu.

## Polêmica sobre a cerimônia
A cerimônia religiosa que iniciou a revolta é vista por alguns cristãos, especialmente os fundamentalistas, como um "pacto com o diabo". Por exemplo, após o Terremoto do Haiti de 2010, o pastor Pat Robertson, apresentador do programa The 700 Club da Christian Broadcast Network, reiterou essa interpretação sobre a cerimônia afirmando que o terremoto é resultado de uma maldição devido a um "pacto com o diabo" feito para libertar o Haiti da França.
Cristãos proeminentes criticaram as afirmações de Robertson como insensíveis, não representativas do pensamento cristão e ditas em um momento inadequado.